# 莱斯特城足球俱乐部
李斯特城足球俱樂部（英語：Leicester City Football Club，/ˌlɛstər ˈsɪti/），綽號「狐狸」，是英格蘭萊斯特的職業足球會，以皇權球場（King Power Stadium）為主場。在2013至2014年度球季，李斯特城奪得英冠冠軍，自十年前降級後再次升上英超作賽。李斯特城在2016年爆冷奪得英格蘭超級聯賽冠軍，至2021年奪得英格蘭足總盃冠軍，但在2023年護級失敗，在2023-24年度球季回降英格蘭冠軍聯賽作賽。
李斯特城的前身「李斯特福斯」（Leicester Fosse FC）於1884年成立，並於福斯路（Fosse Road）附近的球場作賽。球會於1891年移到費拔街球場，並於1894年被選入英格蘭足球聯賽。球隊其後於1919年易名為「李斯特城」。於2002年，球隊離開費拔街球場，搬入附近的獲加球場，並因易權而於2011年將其改名為皇權球場。
李斯特城奇蹟地贏得了2015年至2016年英格蘭足球超級聯賽，亦是他們首個頂級聯賽冠軍。對於博彩公司而言，这是一次慘痛的經驗，因為他們因當初的高賠率要付出高额的金錢。在獲得英超冠軍前，李斯特城最佳的成績是於1928年至1929年球季獲得的亞軍。歷史上球會只有一季降至第三級聯賽，並隨即於下一季升回第二級聯賽。球會曾經七次贏得第二級聯賽冠軍（六次英乙及一次英冠），在英格蘭球會中最多。
李斯特城曾四次於1948-49、1960-61、1962-63及1968-69進入英格蘭足總盃決賽，但都未能獲得冠軍，最終球會在2020-21年度再次進入足總盃決賽，並擊敗車路士首次獲得足總盃錦標。李斯特城在1971年取得了英格蘭社區盾，並於2016年屈居亞軍，于2021年再度登顶。球會亦曾於1964年、1997年及2000年共三次贏得英格蘭聯賽盃。李斯特城於2016–17球季首次亮相於欧洲冠军联赛，是球會第四次於歐洲賽事中參賽。2020-21年亦首次亮相歐洲聯賽。

## 歷史

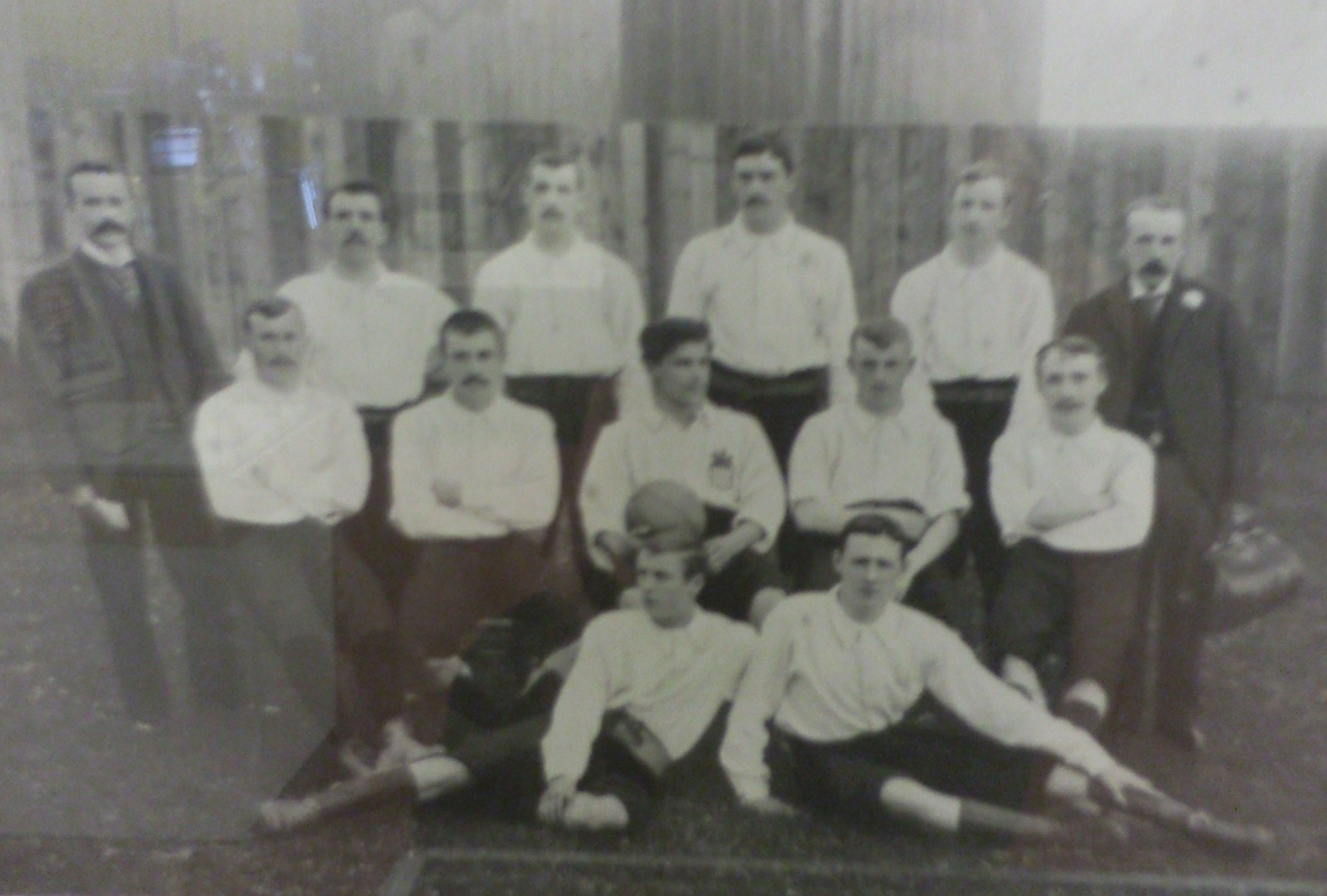
1892年的李斯特福斯

### 成立

李斯特城在英格蘭足球聯賽歷年身處的位置

李斯特城的前身是1884年由維杰斯頓學校的一群舊生團體建立的，名為「李斯特福斯」（Leicester Fosse）的球會，該球會在1890年加入「英格蘭足總」。在1891年搬遷到費拔街球場之前，球會曾使用过5个主场，包括在市中心東南部的維多利亞公園（Victoria Park）以及貝爾格雷夫路板球場（the Belgrave Road Cricket）和單車公園（Bicycle Grounds）。球會在1891年加入中部聯賽，在1894年以第二名完成聯賽入選到英格蘭足球聯賽乙級聯賽。李斯特福斯首場英格蘭足球聯賽是以4-3擊敗甘士比的比賽，在第一場聯賽後的一個星期，在費拔街球場迎戰洛達咸。球會在同一個賽季創造出最大比分勝利，在足總盃資格賽對陣諾士奧林匹克（Notts Olympic）的比賽中以13-0大勝對手。李斯特福斯在1907-08賽季在乙級聯賽以亞軍完成該賽季，得以在來季升上甲組聯賽作賽，這是當時英格蘭足球最高級別聯賽。然而，球會在破最大比分紀錄以0:12不敵諾丁漢森林，之後僅僅一個賽季就告降級。
在1919年，一次世界大戰結束後英格蘭足球聯賽再次展開，李斯特福斯一度由於財政困難停止運作。球會後來恢復運作，亦差不多在此時改名為「李斯特城足球俱樂部」，這次改名是因應李斯特行政區最近被賦予城市地位。在易名之後，球會在1920年代在領隊彼得·霍奇（Peter Hodge）的體系下享受了溫和的成功，他在1926年5月離開並在2個月後由威利·奥尔（Willie Orr）接任。當時李斯特城亦有保持球會入球紀錄的射手亞瑟·錢德勒在陣。李斯特城在1924-25球季贏得乙級聯賽錦標，在1928-29賽季僅以1分之差落後屈居甲組聯賽亞軍，這亦是球會在2016年之前最佳的聯賽成績。然而在1930年代，財政問題導致李斯特城在1934-35賽季結束後降級。1936-37賽季結束后李斯特城再次升上甲組聯賽，但在1938-39賽季結束後，李斯特城以榜末完成該賽季，再一次降級至乙組聯賽。

### 二次大戰後
1949年李斯特城首次打入足總盃決賽，以1-3不敵狼隊屈居亞軍。該季，李斯特城在最後一場比賽戰平對手得以護級成功，繼續留在乙級聯賽。李斯特城在1954年再次贏得乙級聯賽，奪冠的功臣是球隊前鋒亞瑟·羅利 （Arthur Rowley），他是李斯特城球會史上其中一名實力強勁的前鋒。雖然李斯特城升上甲組聯賽一季後便降回乙組聯賽，但球會在時任主教練戴夫·哈利迪的體系下在1957年重返甲級聯賽，而羅利在以單賽季44個入球打破球會紀錄。李斯特城在甲級聯賽一直逗留到1969年，一共十二年。這也是目前球會史上處於頂級聯賽時間最長的一次。
在時任主教練馬特·吉利斯（Matt Gillies）和他的助教伯特·約翰遜的體系下，李斯特城在兩個賽季殺進足總盃決賽，但在1961年和1963年同樣不敵決賽對手。他們在1961年不敵當年雙冠王熱刺。在1962-63賽季，李斯特城在冬季開始取得甲組聯賽榜首位置，而球隊比賽時有看似結冰上的陣式，和球員在冰凍的球場上不斷的跑動，當時李斯特城而有了「冰王」這個綽號，並最終以第4名完成這個賽季，這是球會在二戰後最佳成績，直至2016年才被打破。吉利斯在1964年帶領李斯特城奪得第一座奖杯，他們以總比數4-3擊敗史篤城，首次贏得聯賽盃冠軍。李斯特城之後一年又殺進聯賽盃決賽，但總比分2-3不敵車路士。吉利斯和約翰遜為自己版本的「旋轉」和「開關」系統成為了英格蘭足壇巨大影響力的人，完全打亂了在英格蘭傳統的1-11陣形。
李斯特城在1968-69年度賽季開始後差劣表現，馬特‧吉利斯在1968年11月辭去主教練職務。他的繼任者，弗蘭克·奧法雷爾（Frank O'Farrell）並未帶領球會護級成功，在1969-70年度球季降落乙組聯賽。不過已肯定降班的李斯特城仍然殺進1969年足總盃決賽，最終以0-1不敵曼城屈居亞軍。

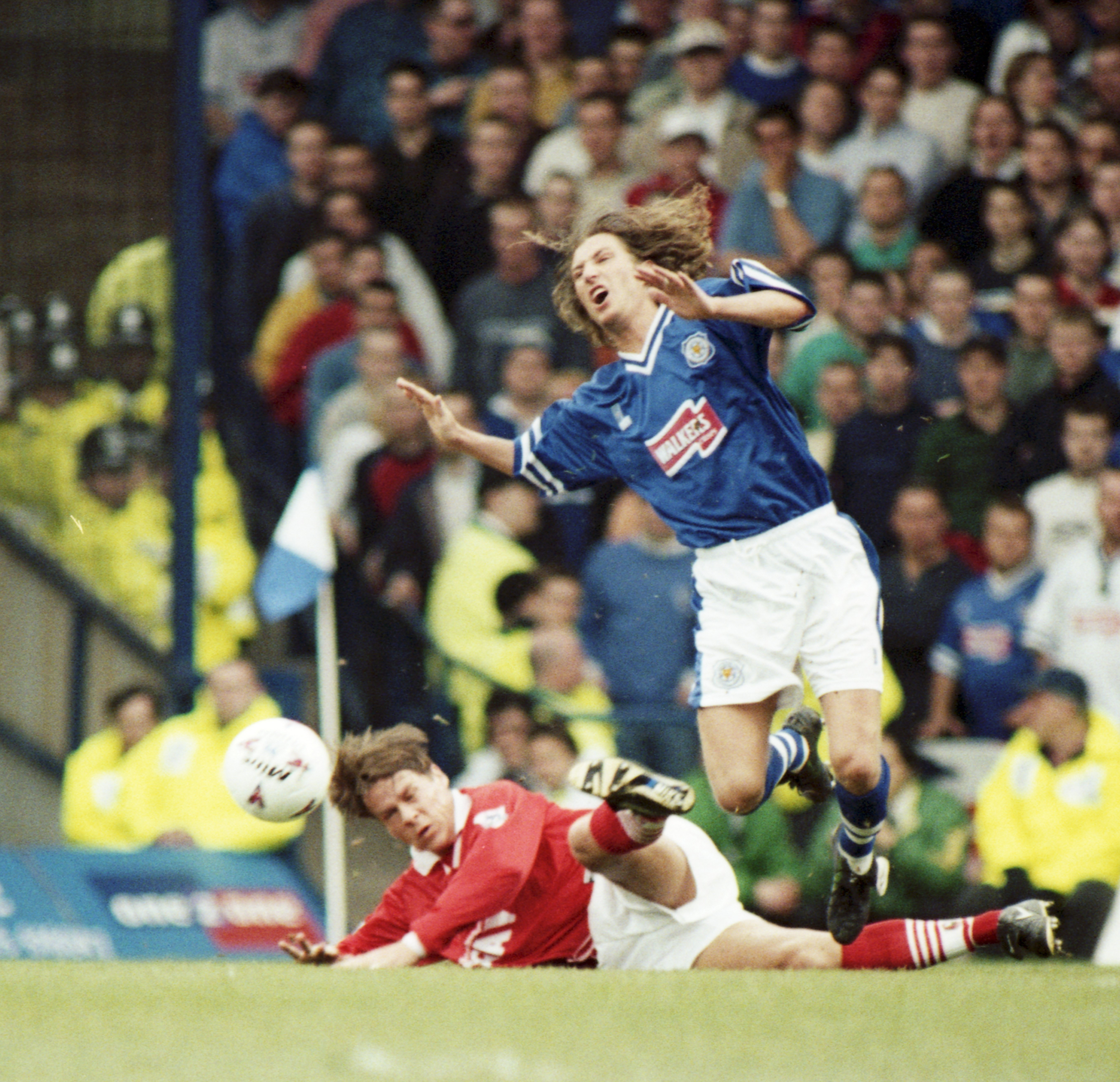
罗比·萨维奇在1997-98賽季與巴恩斯利比賽期間被放倒

在1971年，李斯特城以乙組聯賽冠軍身份重返甲組聯賽，並贏得隊史上唯一一次慈善盾冠軍。當時應屆雙冠王阿仙奴需要參加歐洲賽，乙級聯賽冠軍李斯特被邀請對陣應屆足總盃亞軍利物浦，李斯特城更以1-0擊敗紅軍。吉米·布盧姆菲爾德（Jimmy Bloomfield）在新賽季被任命為新教練，他協助球會護級成功。李斯特城在1973-74賽季殺進足總盃4強。
李斯特城在1977-78賽季後再次降班，而領隊麥克林托克（McLintock）宣佈辭職。由蘇格蘭籍領隊喬克·華萊士（Jock Wallace）接任。在華萊士的帶領下，李斯特城在乙級聯賽有良好表現，在1979-80年賽季再次奪得乙級聯賽冠軍，來屆返回甲組聯賽。不幸地，華萊士也不能帶領俱樂部維持在甲級聯賽作賽，但球會卻殺進1982年足總盃4強。李斯特城下一名主教練是戈頓·米爾恩 (Gordon Milne)，他在1983年帶領球會再次重返頂級聯賽行列。此時，李斯特城出現一名後來人所共知的出色球員，在連尼加的幫助下，李斯特城在上世紀八十年代初保持甲級聯賽一席，但他的出色表現很快讓他被其他一線球隊垂青，1985年，李斯特城將連尼加出售到愛華頓，而兩年後李斯特城再度降班收場。
李斯特城在上世紀七十年代開始在英格蘭頂級及次級聯賽之間浮沉，領隊米爾恩在1986年離任並在1987年由戴维·普利特取代他的位置，他在1991年1月因為李斯特深陷降落丙級聯賽的旋渦而被解僱。戈頓·李（Gordon Lee）在季中臨危受命直至賽季結束。李斯特城在最後一輪賽事中取勝，這保證了他們避免在來季降級到英格蘭足球聯賽第三組別作賽。
白賴仁·列特在1991年接手俱樂部並在1991-92賽季帶領李斯特城殺進英超附加賽決賽，但最終不敵布莱克本流浪。李斯特城在接來下一年再次殺進升班附加賽決賽，以3-4不敵史雲頓。在1993-94賽季，李斯特城最終從升班附加賽升上英超，在決賽以2-1擊敗打比郡。領隊列特在1994年11月後離任前往阿士東維拉，而他的繼任人馬克·麥吉並未能替李斯特城在1994-95賽季成功護級，球會再次降回次級聯賽英甲作賽。

### 1995–2010
1995年12月，李斯特城領隊馬克·麥吉突然離任轉投狼隊。李斯特城任命馬田·奧尼爾為球隊新領隊。在奧尼爾的帶領下，李斯特城取得1995-96年度英甲升班附加賽資格，並憑著史蒂夫·克拉里奇的入球在附加賽決賽以2-1擊敗水晶宮，取得升上英超資格。李斯特城在1996年升上英超後， 連續四個球季均取得聯賽榜前十名，同時在1997年至2000年間，在四年內三次打入聯賽盃決賽，並在1997年及2000年奪得聯賽盃冠軍，亦為球會三十年來首次取得參加歐洲賽資格。在2000年6月，奧尼爾離開李斯特城轉投蘇格蘭球會些路迪。
李斯特城改由前英格蘭U-21教練彼得·泰萊領軍。李斯特城在泰萊領軍後，在2000年9月28日於2000–01年歐洲足協盃以1-3敗給貝爾格萊德紅星出局。但球隊於季初在聯賽取得好成績，曾有兩周高據英超榜首位置，但下半季成績下滑，最後只取得聯賽第十三名結束2000-01年度球季。
泰萊因為2001-02賽季開季一系列糟糕戰績被解僱，而他的繼任人戴夫·巴塞特只領軍六個月，就改由其副手米奇·阿當斯接任。這季，李斯特城只贏了5場聯賽比賽，最終護級失敗降落次級聯賽英甲作賽。

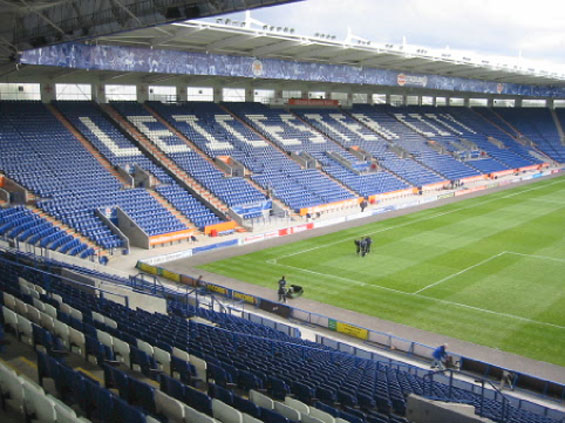
皇權球場東看台

李斯特城在2002-03賽季開始搬遷到可容納32,500人獲加球場，終結了費拔頓球場111年的使命。新球場以球隊的贊助商暨李斯特薯片加工商獲加食品為命，獲加食品獲得球場10年的冠命權。2002年10月，李斯特城因欠債3千萬英鎊而被接管，原因包括喪失電視轉播費用、龐大的球員薪酬支出、球員轉會費較預期少及興建新球場的龐大花費（3,700萬英鎊）。阿當斯也在該賽季被禁止在轉會市場上作出任何交易，即使球會後來被連尼加啟動500萬英鎊的拯救計劃也於事無補。球會後來得到新東家注資以解決財困，而球隊亦在阿當斯領軍下，以90分奪取2002-03年英甲亞軍，於2003年重返英超。不過李斯特一年後再次護級失敗，2004年回降當時已改稱為英冠的次級聯賽。
阿當斯於2004年10月辭任李斯特城領隊，球隊改由克雷格·莱文出任領隊一職，但由於莱文不但未能帶領球隊重返英超，而且球隊一度陷入英冠的降班區內，15個月後遭解僱，其助手羅布·凱利成為球隊的看守領隊。凱利成功帶領李斯特城護級成功，因此成為李斯特城正式領隊。
在2006年10月，前樸茨茅夫主席曼達里奇表示有興趣收購俱樂部，據報道報價在420萬英鎊至600萬英鎊之間。2007年2月13日，曼達里奇正式收購李斯特城。同年4月11日羅布·凱利遭球會解僱，李斯特城改由奈杰尔·沃辛顿成為看守領隊直至賽季結束。沃辛顿在該季帶領球隊護級成功，但球季結束後他並沒有成為正式主教練。2007年5月25日，李斯特城改任前米爾頓凱恩斯主教練馬丁·艾倫為新領隊雙方簽訂3年合約。但艾倫與球會主席的關係在新球季開始不久便惡化。2007年8月底艾倫在執行俱樂部4場後離任。2007年9月13日，曼達里奇宣佈球會改任加里·梅格森為新領隊，並形容他是一名「豐富的經驗」的教練。可惜梅格森只帶領李斯特城6星期就在2007年10月24日轉投保頓。曼達里奇唯有改任弗兰克·伯罗斯及格里·塔格特為看守領隊。

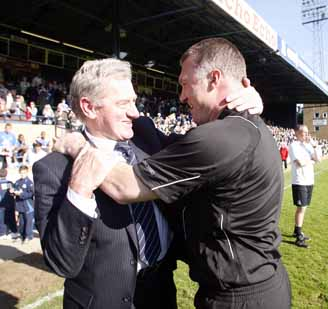
皮雅臣和曼達里奇在俱樂部贏得英甲冠軍後

同年11月22日， 獲委任為李斯特城新領隊，他是50年來首位李斯特城領隊在上任後首場聯賽就取勝利，他帶領「狐狸」以2-0擊敗布里斯托城。可惜這場的勝利並不能夠持續下去，最後李斯特城在2007-08年度球季護級失敗，來季降至第三級聯賽英甲作賽，荷路威亦在球隊降班後離隊，李斯特城改由領軍。 2008–09球季是李斯特城史上首次在第三級的聯賽角逐，但這季他們在2-0擊敗修安聯後，提早兩輪賽事確定取得英甲冠軍，降班一年後於2009年返回英冠。2009–2010球季，返回英冠的李斯特城在領隊皮雅臣的帶領下，取得聯賽第5名，獲得升班降加賽資格，可惜李斯特城在附加賽中以互射十二碼敗給卡迪夫城。在賽季結束後皮雅臣離開李斯特城轉投侯城。2010年7月7日，保罗·索萨正式確認取代皮雅臣的位置。

### 2010–2015: AFI早期年代
在2010年8月，隨着與免稅商店巨頭皇權免稅簽下一份為期3年的贊助合同，曼達里奇將俱樂部轉讓予以泰國皇權集團財團為首維猜·斯里瓦塔那布拉帕的亞洲足球投資財團（AFI）。2010年10月1日，在李斯特經歷新賽季英冠最初9輪聯賽只得1勝的糟糕表現，當中更以1-6大敗給英冠榜末球隊樸茨茅夫，領隊保罗·索萨即時被球會解僱。2天之後，斯文·約蘭·艾歷臣，他在球會大敗給樸茨茅夫後已經接近加盟球會，並與球會簽訂2年合同。2011年2月10日，泰國亞洲足球投資財團的成員維猜·斯里瓦塔那布拉帕被任命為球會新主席，填補在去年11月前主席曼德里奇因收購錫周三而離任後所補下的主席空缺。
2011-12年度球季，李斯特城被視為其中一支有力爭取升上英超的球隊，可惜季初的13場聯賽，李斯特城只取得5場勝利，領隊艾歷臣終在2011年10月24日離職。三星期後，前領隊尼祖·皮雅臣返回李斯特城領軍。皮雅臣成功帶領李斯特城在2012-13球季取得該季英冠聯賽第6名，得到參加升班附加賽資格。李斯特城在附加賽準決賽面對屈福特，當比賽至次回合補時階段，雙方總比數打成2-2平手，李斯特城獲得一記十二碼罰球，由安東尼·洛卡特主射，但屈福特守門員文奴·艾蒙尼亞接連撲救了洛卡特的主射及補射，之後屈福特守衛立刻將皮球發上前場進行反擊，最後由特羅伊·迪尼射入決定勝負一球。結果李斯特城最後以總比數2-3飲恨出局，失去升上英超的機會。
2014年4月，李斯特城以2-1擊敗錫周三，由於同一輪直接競爭對手昆士柏流浪和打比郡都輸球失分，導致李斯特肯定能取得英冠首兩名直接升上英超的資格，自2004年降班後十年來再次返回英超聯賽。一個之後，李斯特城擊敗保頓後，肯定成為2013年至2014年英格蘭足球冠軍聯賽冠軍 – 這也是他們第7次獲得英格蘭次級組別冠軍。
2014-15年度球季，是李斯特城闊別英超十年後首次在英超角逐，季初李斯特城5場比賽表現不俗，首場聯賽以2-2賽和愛華頓，又以1–0擊敗史篤城，取得他們自2004年5月以來首場英超勝利。
2014年9月21日，李斯特城創造出英超歷史上其中一場最大反超比分的勝利，在皇權球場一度落後曼聯1-3的情況下，在比賽最後30分鐘內連入4球以5-3反勝。
可惜李斯特城在擊敗曼聯之後無以為繼，在2014年聖誕節時，打了18輪聯賽的李斯特城只得10分位列英超榜末。至2015年3月21日第29輪聯賽李斯特城以3-4敗給熱刺後，李斯特城只有19分位處榜末，成為降班的熱門，但在最後9場聯賽，李斯特城竟取得7勝1和1負的成績，最後以41分取得聯賽14位，成功護級。是季李斯特城亦繼2004-05年度的西布朗及2013-14年度的新特蘭後，英超史上第三支在聖誕節時位處榜末而最後能成功護級的球隊。
2015年6月30日，李斯特城領隊皮雅臣被球會以「工作關係不合」為由解僱，外界盛傳是次解僱是與身為球會球員的皮雅臣兒子占士·皮雅臣（James Pearson）有關，他在球隊於泰國進行季前熱身賽時，與另外2名球員涉及與當地三名女子的集體性愛影片流出，當中並有種族主義嘲弄的行為。李斯特城隨即任命前車路士和希臘國家足球隊領隊為球隊的新領隊。

### 2015-16：封王神話
| 1 17 5 6 28 14 4 26 20 9 11   |
| 李斯特城2015/2016英超冠軍陣容 |

在新帥帶領下的李斯特城，迎接他們在2014年返回英超後的第2個球季，季前雲尼亞里表示球隊該季目標只是保住在英超的席位，豈料李斯特城開季卻讓人刮目相看。
從2015年8月～11月的前14場聯賽，李斯特城取得8勝5和1負的佳績，前鋒更連續11場賽事每場都取得入球，總共為李斯特城取得13個入球，打破了曾效力曼聯的荷蘭前鋒雲尼斯達萊的連續10場英超賽事有入球紀錄，成為英超連續入球紀錄最長的球員。2015年12月5日，球會以2分優勢，登上英超聯賽榜首，而射手亦在英超射手榜內領先。至12月14日，李斯特在皇權球場2-1擊敗衛冕冠軍球隊車路士。12月19日，李斯特城前鋒馬列斯在作客葛迪遜公園3-2擊敗愛華頓的比賽中射入兩個十二碼。這是馬列斯在本賽季的第12和13個進球，也讓李斯特在聖誕節登上英超聯賽榜首。

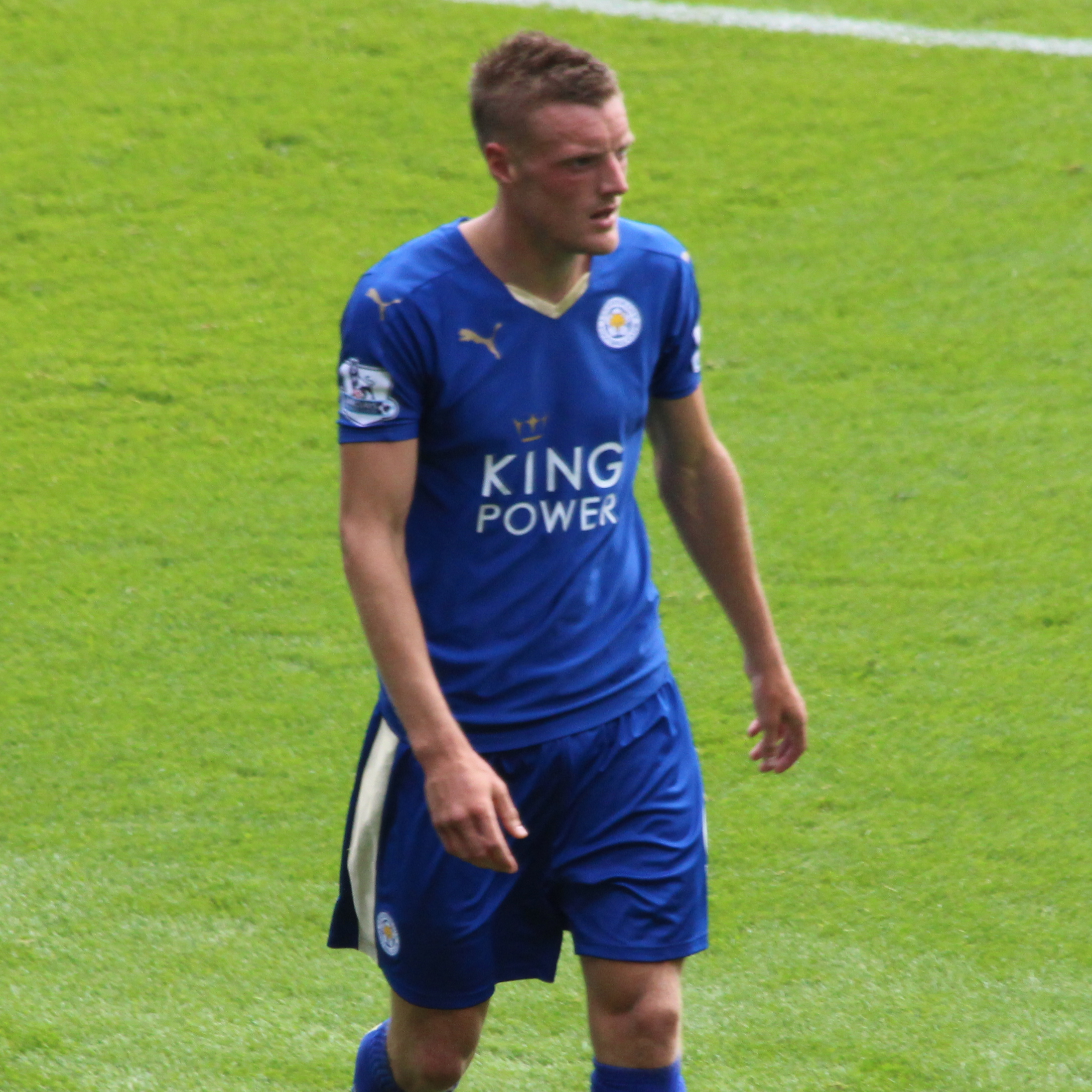
傑米·瓦迪打破了英超比賽連續入球紀錄，在2015年效力李斯特期間以11場比賽13球完成新紀錄

在「聖誕新年快車期」，李斯特城作客被利物浦擊敗，以及主場打和曼城及般利茅夫，李斯特城的榜首位置一度被阿仙奴取代，但隨着李斯特城賽和般利茅夫，他們只用了半季的賽場就取得40分足夠留在英超的分數。李斯特城雖在2016年1月足總盃第三圈重賽被熱刺淘汰，但同月作客熱刺的聯賽卻以1-0獲勝，這場賽事的勝利成為日後李斯特城奪冠的關鍵。李斯特城在2016年1月下旬至2月上旬連續擊敗史篤城、利物浦及曼城三支前列勁旅，令李斯特城在2月初重登聯賽榜首，雖然接下來在2月14日作客對聯賽榜第二名阿仙奴的聯賽，以1-2敗陣，但因為兵工廠之後接連失分，令李斯特城榜首位置更加鞏固，反而在1月中旬至2月下旬取得聯賽六連勝反壓阿仙奴升上聯賽第二位的熱刺，成為李斯特城爭標最大威脅。李斯特城被阿仙奴打敗後，接下來8場聯賽取得6勝2和的佳績，其中5場聯賽皆以1-0小勝對手，繼續保持榜首優勢。在2016年4月10日李斯特客場2-0擊敗新特蘭，及後熱刺以3-0擊敗曼聯，確保李斯特在隊史上首次取得歐洲冠軍聯賽參賽資格。

2016年4月24日，李斯特城在第35輪聯賽以4-0大勝史雲斯，翌日熱刺卻被西布朗迫和1-1，令李斯特城榜首領先優勢增至7分。
2016年5月1日（第36輪），李斯特城作客奧脫福球場以1-1迫和曼聯，加上翌日切爾西主場迎戰熱刺，克服半場2球落後最終逼平，李斯特城在自助與人助之下，確定以7分之差提早2輪聯賽奪取隊史英超首冠。最後李斯特城整季賽事取得81分，比雙殺他們的亞軍兵工廠多10分奪冠。
李斯特城於2014-15賽季在4月開始的最後九場聯賽大逆轉避免降班，以及在接下來的賽季奇跡地奪取英超錦標，李斯特城民眾相信是由於2015年3月，李斯特市將2012年被發現出土的英王理查三世骸骨，在萊斯特座堂安葬有關。他們相信理查三世入土為安後，李斯特城足球隊得到他的眷佑而改變命運。另外，在2015-16年球季開始時，英國兩大博彩公司立博及威廉希爾提供李斯特城奪得英超冠軍的賠率為1賠5000，所以在李斯特城奪取英超冠軍後，英國博彩業因要發放彩金，估計要賠上2,500萬英鎊，打破了歷來英國體育賽事博彩的記錄。而李斯特城奪得英超錦標亦被形容世界體壇其中一個最大的驚喜，亦增加了李斯特市的在世界上知名度及吸引性。有評論亦指李斯特城奪冠會激起其他英格蘭球會的新足球思維，以及令到中小型球會精神面貌出現改變。而一部以李斯特城前鋒傑米·瓦迪的故事為題材的電影，亦在2016年4月開始籌劃。 

### 封王之後

#### 2016-17：聯賽失利，初嘗歐冠
李斯特城在2015/16年度球季神奇封王後，不少主力球員都被其他大球會垂青，但新球季只有中場球員轉投車路士，其餘大部份主力仍繼續留隊效力。可惜，衛冕的李斯特城在2016/17的新球季表現失色，首場聯賽就以1-2不敵剛升班的侯城。李斯特城完成首循環十九場聯賽，輸掉了其中九場，僅得20分排聯賽榜第十五位。但李斯特城在首次參加的歐冠賽事，卻有出色表現，分組賽以六戰四勝一和一負的成績，壓倒波圖和哥本哈根，提早一輪比賽確定以首名出線十六強淘汰賽。
踏入2017年，李斯特城在聯賽的頹勢惡化，聯賽五連敗兼在2017年首六場聯賽零入球。在2017年2月12日作客敗給史雲斯後，李斯特城於聯賽榜跌至十七位，距離降班區只有1分。去季帶領李斯特城奇蹟地於英超封王的領隊面臨解僱壓力，雖會方在2017年2月初仍表示對他完全信任，但2月18日李斯特城在足總盃第五圈被英甲球隊米禾爾淘汰後，即傳出有可能於今季內被炒的消息，2月22日球隊史上首次晉身歐冠十六強賽的李斯特城，首回合作客對西維爾僅以1-2落敗，出線仍存有希望，但比賽翌日李斯特城正式解僱雲尼亞里。不少球壇名宿以至李斯特城球迷，都批評李斯特城會方解僱雲尼亞里的決定。
李斯特城解僱雲尼亞里後，由助教克雷格·莎士比亞暫代領隊一職。李斯特城在聯賽成績卻開始反彈，接下聯賽取得五連勝，令李斯特城於2017年4月上旬回升到聯賽榜第十一位，脫離降班威脅，而在聯賽連勝的佳績亦令暫代領隊克雷格·莎士比亞在領軍不到二十日便成為李斯特城正式領隊。最後李斯特城在本季聯賽只取得44分得第十二名，成為英超歷來成績最差的衛冕球隊。
2017年3月15日，克雷格·莎士比亞帶領李斯特城出戰歐冠十六強的次回合，主場迎戰西維爾，在首回合以1-2 落後的李斯特城最終成功翻盤，以2-0勝出，總比數3-2反勝西維爾，歷史性首次晉身歐冠八強賽，也是這屆唯一晉身歐冠八強的英超球隊。李斯特城晉級八強賽，對手是上屆歐冠亞軍馬德里體育會。李斯特城在4月13日的首回合作客僅負0-1，但在4月19日的次回合的主場比賽，未如十六強賽般成功翻盤，僅與對手賽和1-1，結果總比數以1-2敗給馬德里體育會出局，結束今屆歐冠的神奇之旅。

#### 2017-18：先苦後甘，重回前十
2017/18年度球季，克雷格·莎士比亞帶領的李斯特城季初只取得8戰1勝3和4負的成績，排在尾三，儘管這是與李斯特城季初接連面對英超四大豪門 (阿仙奴、曼聯、車路士及利物浦)有關，但2017年10月17日，領隊莎士比亞被李斯特城解僱。10月25日，李斯特城委任前南安普頓領隊克勞德·普埃爾為新領隊。李斯特城在克勞德·普埃爾執教後戰績有所改善，在2017年聖誕節時回升至聯賽榜第八位，最後李斯特城本季得47分取得英超第九名。

#### 2018-19：維猜遇難，痛失慈父
2018年10月27日，李斯特城在2018/19年度第十周聯賽主場以1-1迫和韋斯咸後，在現場觀看完比賽的李斯特城班主维猜，搭乘直升机离开时直升机在皇權球場附近坠毁，翌日球會證實维猜遇難身亡。其後維猜第四子艾雅華特繼承父親，成為李斯特城班主。
李斯特城在克勞德·普埃爾帶領下，在2018/19年度聯賽偶有佳作，例如曾在「聖誕新年快車期」接連擊敗車路士及曼城兩支前列勁旅，可惜自2019年元旦李斯特城作客擊敗愛華頓後，接下來六場聯賽錄得一和五負的劣勢，足總盃第三圈更爆冷被低組別球隊淘汰。2019年2月24日，李斯特城主場以1-4慘敗給水晶宮後，球會決定解僱領隊普埃爾。兩日後，球會任命前利物浦領隊、時任些路迪領隊班頓·羅渣士為李斯特城新領隊。這也是李斯特城2016年奪得英超冠軍以來，第三次更換領隊。李斯特城在羅渣士帶領下，最後以52分取得英超第九名完成本季賽事。

#### 2019-20：神話再現？
2019/20球季，李斯特城在前兩輪聯賽和局（主場0-0狼队和客場1-1車路士）後，第3輪聯賽作客擊敗新升班球隊錫菲聯，開始往四強大步邁進。雖然作客對曼聯和利物浦皆僅負一球，但在主場反勝熱刺，面對中下游球隊更是得心應手，包括擊敗般尼茅夫及5-0大勝紐卡素，季初在聯賽榜緊隨去屆冠、亞軍曼城和利物浦之後，排名第三。
李斯特城在第9輪聯賽開始取得八連勝的佳績，其中在2019年10月25日第10輪聯賽，作客修咸頓，李斯特城在開賽十分鐘就取得入球，在對手於上半場早段有球員被罰紅牌出場後，人數佔優的狐狸大開殺戒再攻入8球，當中前鋒阿約塞·佩雷斯及傑米·瓦迪在這場賽事中同時連中三元，最後以9-0大勝，不僅追平曼聯於1995年在主場以9-0擊敗葉士域治的英超最大比數勝仗紀錄，也創下130多年來英格蘭足球頂級聯賽最大比數客場勝仗。接下來狐狸之後又接連擊敗包括阿仙奴在內的6支球隊，完成第14輪聯賽後李斯特城超越曼城取得聯賽榜第2位，雖然在第18輪聯賽作客以1-3不敵曼城，終止長達兩個月戰賽不敗的走勢，但仍領先曼城1分，只以10分落後首17輪聯賽取得16勝1和的利物浦，在2019年聖誕節穩坐聯賽榜第二位。
李斯特城在次循環聯賽表現稍遜，先後敗給利物浦和曼城兩支前列份子，以及主場敗給曾在首循環大勝9-0的修咸頓，結果在2020年2月被曼城反超，跌至聯賽榜第三位。2020年3月中旬，因2019冠狀病毒病疫情英超聯賽暫停三個多月，至6月中旬才復賽。復賽後李斯特城狀態回落，加上因多名主力球員受傷，復賽後的九場聯賽只取得兩場勝利，結果被車路士及曼聯後來居上，跌至聯賽榜第五位。在2020年7月26日的聯賽煞科日，李斯特城主場以0-2不敵曼聯，結果將來屆參加歐洲冠軍聯賽資格送給對方，最終李斯特城取得聯賽第五名，來屆只能參加歐霸盃賽事。不過這也是2016年李斯特城取得首個頂級聯賽冠軍後，聯賽榜排名最高的一屆。而李斯特城的前鋒傑米·瓦迪亦以23個入球成為本季英超神射手。
萊斯特城的聯賽杯賽事自第2輪開始，在客場以1-1和紐卡索聯糾纏到點球才以4-2晉級，並在第3輪與16強輕騎過關，8強賽作客對上愛華頓，李斯特城在半場領先兩球下最後被愛華頓迫和2-2，但李斯特城在互射十二碼再以4-2擊敗對手晉級準決賽，對手是阿士東維拉，但結果李斯特城以總比數2-3不敵阿士東維拉，無緣決賽。
足總杯方面，李斯特城先後淘汰韋根、賓福特及伯明翰城三支英冠球隊，晉級八強，但在半準決賽主場以0-1不敵車路士出局。

#### 2020-21：羅渣士皇朝，首奪足總杯
李斯特城在開季八場賽場取得六勝兩負的成績，在完成第八周聯賽後登上英超榜首，是自2016年球會取得首個頂級聯賽冠軍後的首次。雖然李斯特城之後敗給利物浦、富咸、愛華頓，聯賽排名稍為回落，但在首循環最後六場聯賽李斯特城四勝兩和的佳績，包括擊敗熱刺、車路士及賽和曼聯，令李斯特城在完成首循環聯後排聯賽榜第三名，僅落後榜首的曼聯兩分。2021年2月13日，李斯特城主場以3-1反勝利物浦，追至與次名球隊曼聯同分。李斯特城在之後的聯賽雖然敗給阿仙奴、曼城和韋斯咸三支前列球隊，但對中下游球隊較少失分，令李斯特城在36周聯賽擊敗曼聯後，仍在聯賽榜前四之列，但在第37周聯賽李斯特城以1-2負於爭取聯賽前四的主要競敵車路士，在最後一周許勝不許和的聯賽，在最後十五分鐘連失三球，以2-4反負於熱刺，結果以一分之差屈居聯賽第五名，繼去屆後再次在聯賽最後階段喪失參加來屆歐聯資格，不過也是球會史上首次連續兩個賽季均取得歐洲賽資格。
盃賽方面，李斯特城雖早在聯賽杯第三圈就被阿仙奴淘汰，但在足總盃先後淘汰白禮頓和曼聯兩支英超球隊，晉級四強，再在準決賽擊敗修咸頓，近五十二年首次打入決賽，最後李斯特城在決賽以1-0擊敗車路士，奪得球會史上第一座英格蘭足總盃冠軍。李斯特城在歐霸盃分組賽亦取得小組首名，成功晉級淘汰賽階段，但在三十二強賽不敵布拉格斯拉維亞出局。

#### 2021-22：傷兵滿營，歐戰凱歌
李斯特城在本季迎來了自奪冠賽季以來最大規模的傷病潮。季前友誼賽，韋斯利·福法納被比利亞雷亞爾的尼尼奧鏟傷，直到翌年3月才復出，而其他人也是傷病不斷。當家球星傑米·瓦迪在季中遭遇兩次傷病打擊，恩迪迪、伯特蘭因傷提早在季中退役，賈斯汀、埃文斯、卡斯塔涅、帕森·達卡等人也連遭傷病打擊。
開季李斯特城在社區盾杯中以1-0戰勝曼城，50年後再次於奪得社區盾錦標。但受到傷兵的影響，在開季1-0戰勝狼隊之後的6週，他們僅取得1勝2和3負的慘淡戰績，後來戰跡有所改善，曾在主場戰勝曼聯及利物浦，在首循環完結前回升到聯賽榜第十位。次循環球隊因受傷兵困擾及分心歐洲賽，表現較為反覆，一度跌至聯賽榜第十四位，但在本季最後四場聯賽取得三勝一和的成績，最後取得52分以聯賽第八名完成本季賽事。
盃賽方面，李斯特城在聯賽杯八強賽敗給後來奪冠的科物浦，在足總盃第四圈則大敗給英冠球隊諾定咸森林，衛冕失敗。在2021-2022賽季歐洲聯賽當中，他們的表現也很一般，在小組賽以2-3不敵拿坡里之後，他們以2勝2和2負得小組第三名，無緣淘汰賽，須轉戰2021–22年欧洲协会联赛的淘汰賽階段剩餘比賽。不過轉戰歐協聯的李斯特城有不錯的表現，先後淘汰丹麥球隊蘭達斯、法甲球隊雷恩，以及荷甲的PSV燕豪芬，晉級歐協聯四強，但在準決賽以總比數1-2不敵後來奪冠的意甲球隊羅馬，四強止步。歐協聯出局亦代表李斯特城失去來屆參加歐洲賽事的資格。

#### 2022-23：转会失利，降班英冠
李斯特城是今季開季前英超唯一一個在轉會上零投入的球會，他們不但沒有在季前引入任何新球員，效力李斯特城多年的門將兼隊長卡斯柏·舒米高，以及前鋒阿德莫拉·洛克文更先後離開球隊，中堅韋斯利·福法納也在季初轉會窗即將關閉的時候轉投切爾西。直到2022年9月下旬轉會窗關閉前夕，李斯特城才引入後備門將阿莱克斯·史密夫亚斯和中堅沃特·法埃斯。舒米高和福法納的離隊，嚴重削弱李斯特城的後防實力，令李斯特城季初失球數字冠於所有英超球隊，長期陷於榜末。
李斯特城本季首場聯賽在領先兩球下被賓福特逼平後，球隊在聯賽遭遇了六連敗，當中更在對阿仙奴、白禮頓與熱刺的三場比賽，每場均失掉四球或以上，令球隊排名英超榜末。領隊羅傑斯也受到了來自球迷的質疑和來自管理層的不信任。直到第九周聯賽以4-0大勝諾定咸森林，打開本屆勝利之門，之後球隊表現開始有所改善。李斯特城在第十三周作客以4-0大勝狼隊後，脫離降班區。之後李斯特城雖在主場以0-1僅負給曼城 ，但連續兩場作客比賽均以2-0擊敗愛華頓及韋斯咸，在世界杯賽前，回升到聯賽榜十三位。
可惜李斯特城在2022年世界杯結束英超復賽後，再次陷於頹勢，聯賽四連敗。雖然李斯特城於2023年2月初在聯賽擊敗熱刺及阿士東維拉，但之後的八場聯賽只取得一和七負的成績，當中包括敗給修咸頓、般尼茅夫等護級對手，令李斯特城再次跌入降班區。在4月1日李斯特城敗給水晶宮之後，帶領球會達四年的領隊班頓·羅渣士離職，球會最後於4月10日改任迪恩·史密夫為新領隊。迪恩·史密夫接任後李斯特城擊敗狼隊，但只能賽和列斯聯及愛華頓兩支護級對手，令李斯特城始終未能離開降班區。李斯特城最後兩場聯賽，雖能作客賽和本季取得聯賽第四名的紐卡素，以及擊敗後來取得歐協聯冠軍的韋斯咸，但護級對手愛華頓最後一場聯賽擊敗般尼茅夫，令李斯特城最終仍落後愛華頓兩分，只得聯賽榜第十八位，來季降落英冠作賽。

#### 2023-24：轉戰英冠封王，一季後重返英超
李斯特城降班英冠後，聘請前曼城助教恩佐·馬雷斯卡為新領隊。雖然有部份上季主力球員如占士·麥迪臣、夏菲爾·班尼斯和尤里·泰利文斯轉投其他英超球隊，但大部份去季主力球員仍留在隊中，包括2016年英超奪冠功臣。故季前估計李斯特城的實力在英冠屬於超班。而在2023年聖誕節，李斯特城完成23輪英冠賽事後，以58分高據榜首，領前第二位的葉士域治六分及第三位的列斯聯十三分。下半季李斯特城戰績回落，2024年2月中至4月中的十場聯賽竟輸掉六場，被葉士域治及列斯聯追上，李斯特城一度跌至聯賽第三位。最後李斯特城接連擊敗西布朗和修咸頓，重上榜首，在4月26日列斯聯以0-4大敗給昆士柏流浪後，李斯特城提早兩輪聯賽鎖定首兩名升班資格，降落英冠一年後重返英超。4月29日，李斯特城作客以3-0大勝普雷斯頓，提早一輪鎖定英冠冠軍，這亦是李斯特城第八次在英格蘭次級聯賽封王。

#### 2024-25：再次降班英冠
2024-25年度開季前，去季帶領李斯特城升班的領隊恩佐·馬雷斯卡，以及升班功臣中場球員琪蘭·杜斯貝利-賀爾轉投車路士，李斯特城聘用史堤夫·谷巴為新領隊，但因財務條例所限沒有引入太多新球員，只引入佐敦·阿休、奧利華·史基比等有英超經驗但年齡較大的球員，實力比不上英超列強。季初李斯特城因違反英超財政公平條例被起訴，最後被裁定不用被扣分，但李斯特城季初成績不濟，排在降班區邊緣。球會在2024年11月24日解聘領隊史堤夫·谷巴，並於同年12月1日聘用曼聯名宿吕德·范尼斯特鲁伊為新領隊，但李斯特城在吕德·范尼斯特鲁伊帶領下戰績比之前更不濟，更創下聯賽主場九連敗且不入一球的英超紀錄。在2025年4月20日第三十三輪聯賽主場以0-1不敵利物浦後，提早五輪聯賽確定護級失敗，來屆再次降至英冠作賽。而球隊主力前鋒占美·華迪亦在球隊確定降班後，宣布球季結束後離隊，結束在球隊長達十二個賽季的漫長征程。

## 顏色，會徽和傳統

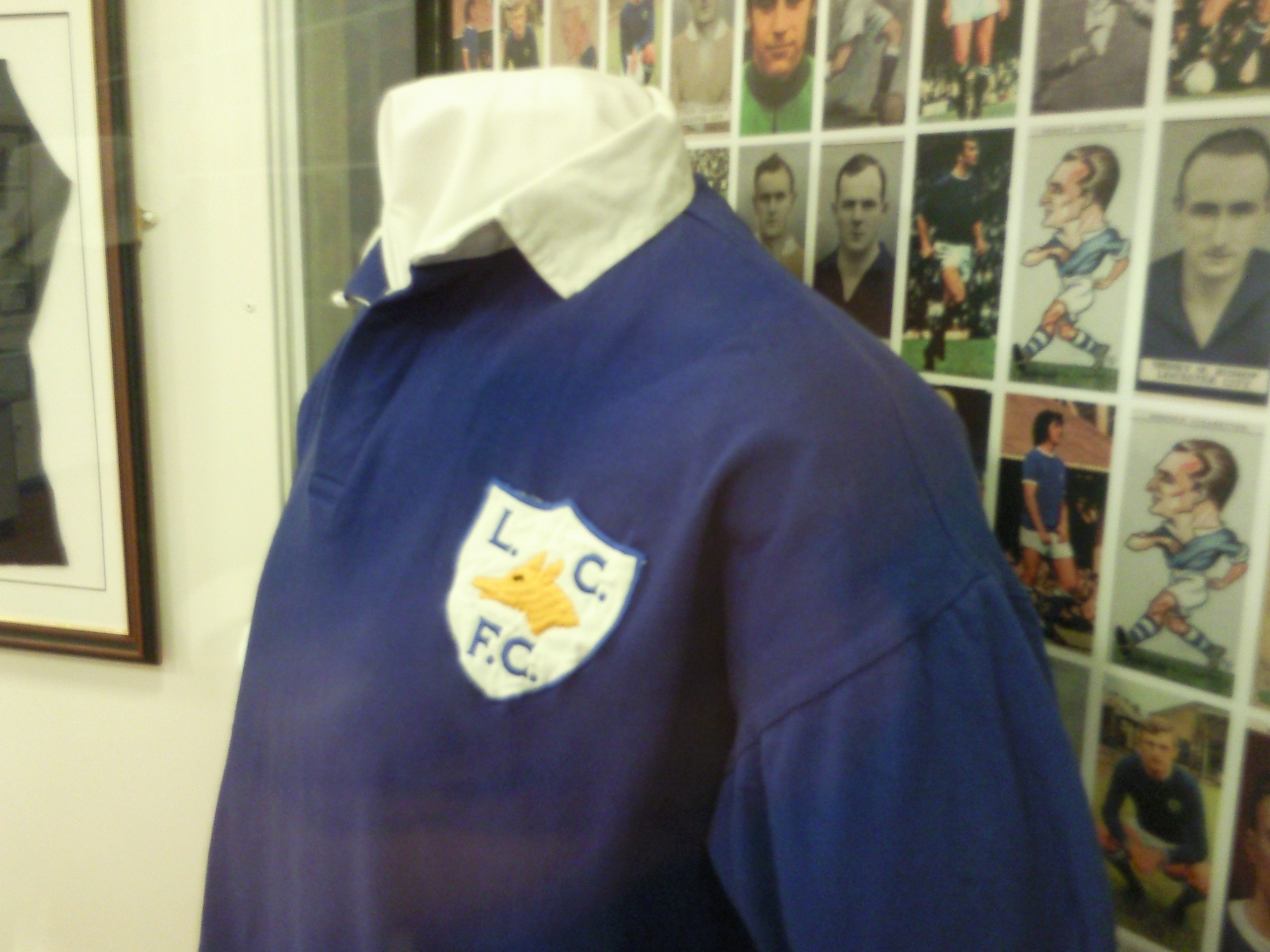
這件球衣在1948年曾經穿過，也是俱樂部第一次有會徽在球衣上

目前俱樂部主場球衣為寶藍色以及在歷史上多次使用過白色。出現在李斯特球衣的首個商業贊助標誌始於1983年的Coope工業。英國零食加工商Walkers Crisps從1987年到2001年為李斯特球衣標誌贊助商，是俱樂部史上最長合作關係。

李斯特城在在1992年到2009年所使用的會徽

李斯特城在2009–10賽季125週年專用會徽

狐狸圖案在1948年首次出現於會徽當中，這是因為李斯特郡是一個多狐狸以及進行獵狐的地方。這也是俱樂部的綽號「狐狸」的由來。俱樂部的吉祥物是一隻名為「榛子狐」的狐狸。也有次要角色「玉萍狐狸精」和「丹尼斯表哥」。徽章自1992年以來已在使用。2009–10賽季是俱樂部125週年紀念主場球衣沒有任何贊助商標誌以及有一個125週年新專用會徽在衣領下和球衣的中央。會徽略有變化，這種變化包括在會徽中狐狸有它的鼻子以及白色區域。在會徽的圈也增加多一圈。
另一個參考的李斯特郡的傳統是狩獵，俱樂部於1941年通過了「Post Horn Gallop」，雖然起源是一個19世紀的馬車車夫的調教信號郵件到達所衍生的。有人在俱樂部所有主場比賽隧道出場時使用PA系統，或在中場的休息時間後作為球隊的出場音樂。「狐狸永不退」(Foxes Never Quit) 在1990年代後期一直以來與俱樂部相關聯，可以在球場上面的隧道入口看到，隧道口好像一個碘伸出而入般。
「狐狸永不退」(Foxes Never Quit) 是俱樂部座右銘這一句被放置在進入俱樂部球員通道出入球場口上方。

### 球衣製造及贊助商
自2012年開始李斯特城的球衣由Puma提供。前球衣製造商包括Bukta (1962-64，1990-92)，Admiral (1976-79，1983-88)，Umbro (1979-83)，Scoreline (1988-90)，Fox Leisure (1992-2000)，Le Coq Sportif (2000-05)，JJB (2005-07)，Jako (2007-09)，Joma (2009-10)，以及Burrda (2010-12)。目前球衣贊助商是皇權，這也是俱樂部持有人的公司。第一個贊助商標誌出現在李斯特球衣的是1983年Ind Coope。英國零食製造商Walkers Crisps與俱樂部有長期合作關係，從1987年贊助到2001年。其他贊助商包括John Bull (1986-87)，LG (2001-03)，Alliance & Leicester (2003-07)，Topps Tiles (2007-09)，Jessops (2009-10)，以及Loros (2009-10)。
| 年代      | 球衣製造商     | 球衣贊助商                                        |
| --------- | -------------- | ------------------------------------------------- |
| 1962–1964 | Bukta          | —                                                 |
| 1976–1979 | Admiral        | —                                                 |
| 1979–1983 | Umbro          | —                                                 |
| 1983–1986 | Admiral        | Ind Coope                                         |
| 1986–1987 | Admiral        | John Bull                                         |
| 1987–1988 | Admiral        | Walkers                                           |
| 1988–1990 | Scoreline      | Walkers                                           |
| 1990–1992 | Bukta          | Walkers                                           |
| 1992–2000 | Fox Leisure    | Walkers                                           |
| 2000–2001 | Le Coq Sportif | Walkers                                           |
| 2001–2003 | Le Coq Sportif | LG                                                |
| 2003–2005 | Le Coq Sportif | Alliance & Leicester                              |
| 2005–2007 | JJB            | Alliance & Leicester                              |
| 2007–2009 | Jako           | Topps Tiles                                       |
| 2009–2010 | Joma           | Jessops (rear of home shirt) Loros (只限作客球衣) |
| 2010–2012 | Burrda         | 皇權免稅                                          |
| 2012–2018 | Puma           | 皇權免稅                                          |
| 2018-     | adidas         | 皇權免稅                                          |
| 2018-     | FBS            |                                                   |

## 比赛风格
莱斯特擅于打防守反击，能讯速地把敌方的进攻转化成反击进攻，莱斯特也以犀利的球风闻名。在罗杰斯上任后，球队改变了传统的防守反击打法，开始追求控球率和快速进攻的平衡。

## 主場球場
在球會成立早年，李斯特在眾多球場進行比賽，李斯特在加入英格蘭足球聯賽之前曾經在同一時間以兩個地方作為球會主場。當他們第一次進行比賽時就在福斯路進行比賽，直至球會正式命名為李斯特福斯。球會搬到維多利亞公園，隨後去到貝爾格雷夫路。直至成為職業球會後便搬到米爾巷(Mill Lane)。從米爾巷被驅逐後俱樂部便在縣板球場(County Cricket ground )作為主場，同時也尋找新的球場。俱樂部在確保費拔街球場的區域可以用作球場後，便在1891年搬到那裡。

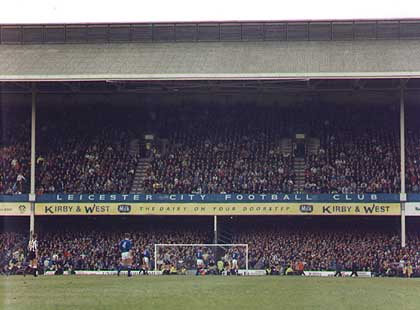
位於是費拔街球場的「雙層」看台

球場在愛德華七世時代由著名建築師足球阿奇巴爾·雷奇作出一些改進，1927年球場一個新的兩層看台建成，命名為「雙層」看台(Double Decker)，看台名字一直保留到2002年球場搬離為止。球場除了強制添加一些座位以外也一直未有作進一步發展，這一直持續到1993年卡寧看台(Carling Stand)開始動工為止。這看台是令人印象深刻，而其餘的看台自20世紀20年代以來一直無進行發展; 這導致時任主教練馬田·奧尼爾諷刺地表示他用「他把引領新援搞反了」，所以他們只能看到卡寧看台。
李斯特城在2002年7月從費拔街球場遷入全座位可容納32,500人的新球場，新球場與舊球場費拔街球場（Filbert Street）只是一街之隔，位於蘇亞河（River Soar）河岸一個發電廠的舊址，在2001年6月開始只花了60個星期便建築完成啟用，耗資3,700萬英鎊。新球場以球隊的贊助商（Walkers）命名為獲加球場（Walkers Stadium），獲加的品牌標誌可以在球場周圍的外不同的點上找到。命名揭曉儀式由李斯特城名宿兼華克食品代言人主持，.獲加球場首場比賽在2002年8月4日舉行，對的友誼賽，雙方1-1握手言和，由畢爾包球場蒂科打進球場首個進球，而佐敦·史都華成為李斯特首個在新主場進球的李斯特城球員，首場聯賽在2002年8月10日舉行，對，以2-0獲勝，有31,022名球迷進場觀戰。華克食品自1987年已開始贊助李斯特城的球衣廣告，在2002年夏季以七位數字合約取得十年命名權，由於球場的外觀及贊助商的原因，被戲稱為“薯片碗”（crisp bowl）。球場也被英格蘭在國際賽上使用，包括2:1擊敗塞爾維亞和黑山，也有接辦巴西對陣牙買加以及牙買加對陣迦納的友誼賽。More recently the stadium has been used to host the 最近球場曾經被李斯特城老虎橄欖球俱樂部用作喜力盃歐洲橄欖球準決賽的比賽場地，這是基於球場是一英里範圍的基礎。

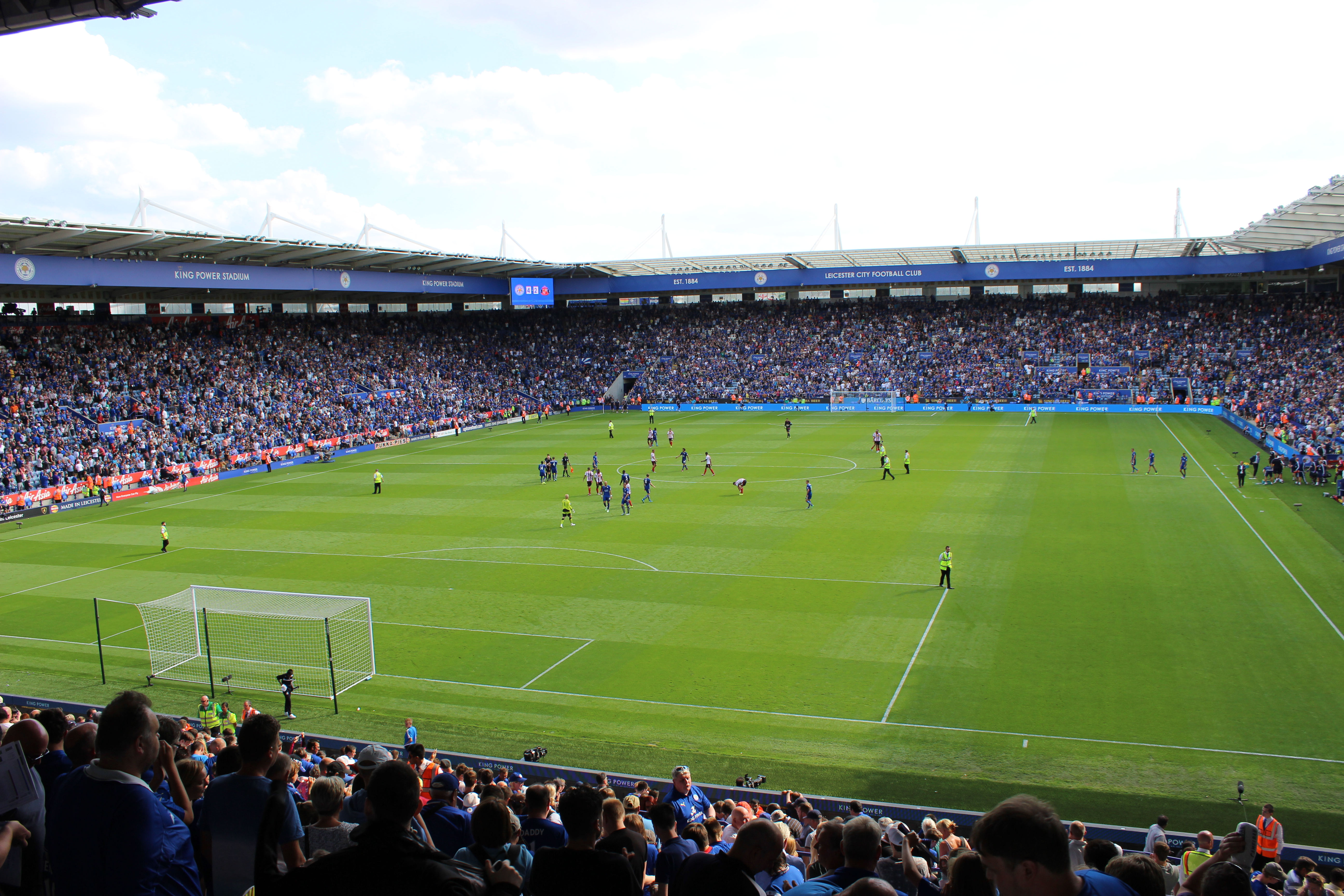
皇權球場，前稱為獲加球場，自2002年開始為李斯特的主場球場

在2010年8月19日，剛入股的皇權國際打算將球場改名為皇權球場（King Power Stadium）為名，並打算在李斯特升上英超並確保英超席位後將球場容量提升到42,000個座位。2011年7月5日，李斯特確認球會將從獲加球場更名為皇權球場（King Power Stadium）。
皇權球場也紀念了很多為球貢獻甚多的人物，以他們的姓名命名在球場座位或者將球場內的休息室作命名，這包括球會前球員，亞當·布力，亞瑟‧錢德勒，Arthur Rowley，Sep Smith，Keith Weller 以及前任主教練吉米·布盧姆菲爾德。
北看台 - 「bmi嬰兒航空家庭看台」：廉價航空公司bmi嬰兒（bmibaby）成為看台的新贊助商，贊助合約包括在看台展示品牌及提供免費機票給幸運的球迷，命名儀式在季前對的友誼賽中舉行。看台可容5,000名觀眾（主要是包括不同年齡的家庭成員）。
東看台 - 「友聯銀行看台」：李斯特友聯銀行在2002年9月簽署六位數字的贊助合約取得五年的命名權，可容納7,500名觀眾，大部分是持有季票的熱心球迷，同時設置電視攝影廂房。
南看台 - 「福斯看台」：龍門後的南看台名字是透過公開挑選的，勝出的名字以李斯特城的舊名字使球隊的傳統可以在新球場延續。可容納超過7,000名觀眾，97%是持有季票，是全場最有氣氛及嘈吵的地區。
西看台：的主看台，可容納6,500名觀眾及44個行政包廂（2,500個行政座席）、宴會大堂、傳媒及球員使用的設施，同時是售票處及球隊精品店的所在地。

## 支持者
根據2013–14足球賽季入場人數統計，李斯特是主場支持率第三高的俱樂部，在整個英格蘭足球聯賽的作客支持率是排行第4，這都是在升上英超作賽之前的統計。2010年，最大作客球迷於2012年足總盃在城市足球場與諾定咸森林的比賽所創造。8,000名狐狸球迷前往觀賞此賽事，最終比賽以0:0結束。大多數李斯特的主客場英超比賽也是先向季票會員售出。
自從俱樂部在2002年離開費拔街球場搬遷到新球場後，主場入場人數從來沒有跌破20,000人，甚至在2008年俱樂部歷史上首次降級到甲級聯賽也是如此。
著名的俱樂部支持者包括英格伯·漢普汀克，前俱樂部以及英格蘭國家隊前鋒和今日比賽主持人加里·莱因克尔，英格蘭足球聯賽節目和Late Kick Off主持人Manish Bhasin，Gary Newbon，知名撞球運動員马克·塞尔比、樂隊卡薩比恩成員，Tom Meighan以及Serge Pizzorno，歌手和「X音素」勝出者珊·貝莉，其他人士包括演員約翰·李古查摩，Thomas Law以及David Neilson。

## 敵對球隊
李斯特城是莱斯特郡唯一的職業球會，但與同屬東米德蘭茲的及建立敵對關係，除地沿接近外，近季經常處於同級聯賽角逐亦是主要原因。
雖然位處西米德蘭茲，兩市相距僅24英哩，對賽被傳媒稱為「M69打吡」（The M69 Derby），因兩地正是由M69公路連繫，近年兩會間的敵對關係越演越烈。

## 歐洲賽紀錄
| 賽季    | 比賽           | 回合       | 俱樂部         | 主場 | 作客 | 總比分 |
| ------- | -------------- | ---------- | -------------- | ---- | ---- | ------ |
| 1961–62 | 歐洲盃賽冠軍盃 | 外圍賽     | 格倫納萬       | 4–1  | 3–1  | 7–2    |
| 1961–62 | 歐洲盃賽冠軍盃 | 第一圈     | 馬德里競技     | 1–1  | 0–2  | 1–3    |
| 1997–98 | 歐洲足協盃     | 第一圈     | 馬德里競技     | 1–2  | 0–2  | 1–4    |
| 2000–01 | 歐洲足協盃     | 第一圈     | 貝爾格萊德紅星 | 1–1  | 1–3  | 2–4    |
| 2016–17 | 歐洲冠軍聯賽   | 分組賽     | 波圖           | 1–0  | 0–5  | 不適用 |
| 2016–17 | 歐洲冠軍聯賽   | 分組賽     | 哥本哈根       | 1–0  | 0–0  | 不適用 |
| 2016–17 | 歐洲冠軍聯賽   | 分組賽     | 布魯日         | 2–1  | 3–0  | 不適用 |
| 2016–17 | 歐洲冠軍聯賽   | 十六強賽   | 西維爾         | 2–0  | 1–2  | 3–2    |
| 2016–17 | 歐洲冠軍聯賽   | 半準決賽   | 馬德里竞技     | 1–1  | 0–1  | 1–2    |
| 2020–21 | 歐洲聯賽       | 分組賽     | 布拉加         | 4–0  | 3–3  | 不適用 |
| 2020–21 | 歐洲聯賽       | 分組賽     | AEK雅典        | 2–0  | 2–1  | 不適用 |
| 2020–21 | 歐洲聯賽       | 分組賽     | 索爾亞         | 3–0  | 0–1  | 不適用 |
| 2020–21 | 歐洲聯賽       | 三十二強賽 | 布拉格斯拉維亞 | 0–2  | 0–0  | 0–2    |
| 2021–22 | 欧洲联赛       | 分组赛     | 那不勒斯       | 2–2  | 2–3  | 不適用 |
| 2021–22 | 欧洲联赛       | 分组赛     | 华沙莱吉亚     | 3–1  | 0–1  | 不適用 |
| 2021–22 | 欧洲联赛       | 分组赛     | 莫斯科斯巴达   | 1–1  | 4–3  | 不適用 |
| 2021–22 | 欧協联         | 首轮淘汰赛 | 兰讷斯         | 4–1  | 3–1  | 7–2    |
| 2021–22 | 欧協联         | 十六強賽   | 雷恩           | 2–0  | 1–2  | 3–2    |
| 2021–22 | 欧協联         | 半準決賽   | PSV燕豪芬      | 0–0  | 2–1  | 2–1    |
| 2021–22 | 欧協联         | 準決賽     | 羅馬           | 1-1  | 0-1  | 1-2    |

## 榮譽

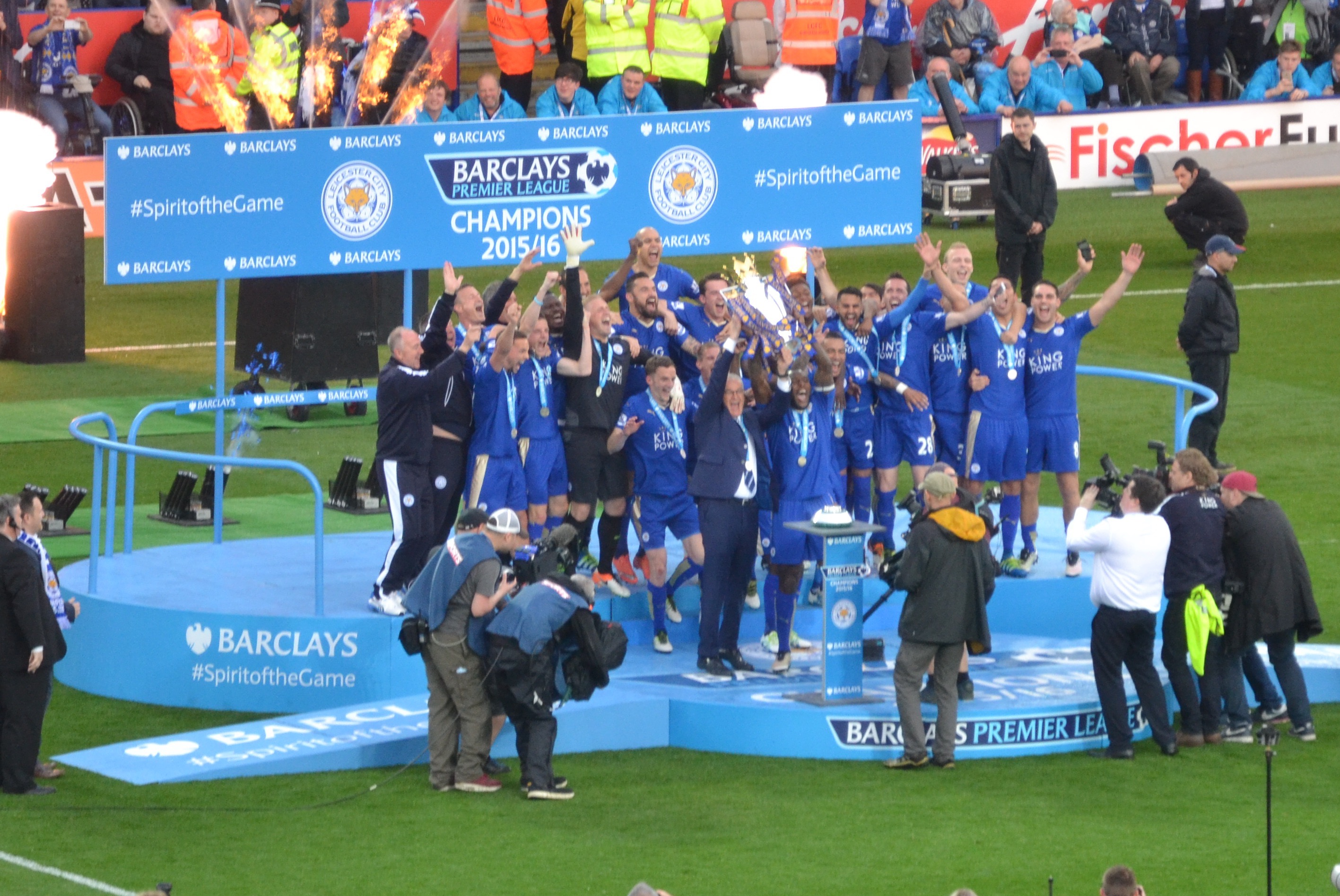
萊斯特城贏下2015–16英超聯賽，球員在賽後慶祝並舉起獎杯.

| 榮譽                      | 次數        | 年度                                                 |
| 聯 賽 比 賽               | 聯 賽 比 賽 | 聯 賽 比 賽                                          |
| ------------------------- | ----------- | ---------------------------------------------------- |
| 英格兰足球超级联赛 冠軍   | 1           | 2015–16                                              |
| 英格蘭足球冠軍聯賽 冠軍   | 2           | 2013–14、2023–24                                     |
| 乙組聯賽〈II〉 冠軍       | 6           | 1924–25、1936–37、1953–54、1956–57、1970–71、1979–80 |
| 甲組聯賽〈II〉附加賽 冠軍 | 2           | 1993–94、1995–96                                     |
| 甲級聯賽〈III〉 冠軍      | 1           | 2008–09                                              |
| 盃 賽 比 賽               |             |                                                      |
| 英格蘭聯賽盃 冠軍         | 3           | 1964、1997、2000                                     |
| 英格蘭足總盃 冠軍         | 1           | 2020–21                                              |
| 英格蘭社區盾 冠軍         | 2           | 1971、2021                                           |

## 球員名單（2025/26）
1. 粗體字為新加盟球員（青年軍提升不計）。
2. 為隊長、為副隊長，者為傷患球員。
3. 球員編號參照 官方網站 （页面存档备份，存于）。
4. 2025年夏季轉會窗（英语：List of English football transfers summer 2025）：6月16日至9月1日。

### 目前效力
| 號碼  | 國籍                 | 球員                               | 位置           | 年齡  | 加盟年份 | 前屬球會     | 轉會費    |
| 門 將 | 門 將                | 門 將                              | 門 將          | 門 將 | 門 將    | 門 將        | 門 將     |
| ----- | -------------------- | ---------------------------------- | -------------- | ----- | -------- | ------------ | --------- |
| 31    | 波斯尼亚和黑塞哥维那 | （Asmir Begović）                  | 門將           | 38    | 2025     | 愛華頓       | 自由轉會  |
| 41    | 波兰                 | 雅庫布·史圖拿斯克（Jakub Stolarczyk）        | 門將           | 24    | 2019     | 青年軍       | 不適用    |
| 後 衛 |                      |                                    |                |       |          |              |           |
| 2     | 英格兰               | （James Justin）                   | 右閘／左閘     | 27    | 2019     | 盧頓         | 1,000萬鎊 |
| 3     | 比利时               | （Wout Faes）                      | 中堅           | 27    | 2022     | 蘭斯         | 1,530萬鎊 |
| 5     | 義大利               | （Caleb Okoli）                    | 中堅           | 24    | 2024     | 亞特蘭大     | 1,000萬鎊 |
| 15    | 澳大利亚             | （Harry Souttar）                  | 右閘           | 26    | 2023     | 斯托克城     | 1,510萬鎊 |
| 16    | 丹麦                 | （Victor Kristiansen）             | 左閘           | 22    | 2023     | 哥本哈根     | 1,245萬鎊 |
| 21    | 葡萄牙               | （Ricardo Pereira）                | 右閘           | 31    | 2018     | 波圖         | 2,200萬鎊 |
| 23    | 丹麦                 | （Jannik Vestergaard）             | 中堅           | 33    | 2021     | 修咸頓       | 1,500萬鎊 |
| 25    | 法國                 | 沃約·庫利巴利（Woyo Coulibaly）    | 右閘           | 26    | 2025     | 帕爾馬       | 250萬鎊   |
| 26    | 英格兰               | （Ben Nelson）                     | 中堅           | 21    | 2020     | 青年隊       | 不適用    |
| 33    | 英格兰               | （Luke Thomas）                    | 左閘           | 24    | 2019     | 青年隊       | 不適用    |
| 中 場 |                      |                                    |                |       |          |              |           |
| 8     | 英格兰               | （Harry Winks）                    | 防守中場       | 29    | 2023     | 托特纳姆热刺 | 1,000萬鎊 |
| 11    | 摩洛哥               | （Bilal El Khannouss）             | 進攻中場       | 21    | 2024     | 亨克         | 1,720萬鎊 |
| 17    | 孟加拉国             | （Hamza Choudhury）                | 防守中場       | 27    | 2015     | 青年隊       | 不適用    |
| 22    | 英格兰               | （Oliver Skipp）                   | 防守中場       | 24    | 2024     | 托特纳姆热刺 | 2,000萬磅 |
| 24    | 法國                 | （Boubakary Soumaré）              | 防守中場       | 26    | 2021     | 里爾         | 1,800萬鎊 |
| 27    | 葡萄牙               | 萬雅·馬薩爾（Wanya Marçal）        | 右翼           | 22    | 2021     | 青年隊       | 不適用    |
| 34    | 英格兰               | （Michael Golding）                | 正中場         | 19    | 2024     | 切尔西       | 300萬鎊   |
| 35    | 爱尔兰               | 凱西·麥卡特爾（Kasey McAteer）     | 右翼／進攻中場 | 23    | 2020     | 青年隊       | 不適用    |
| 37    | 英格兰               | 威廉·阿爾維（Will Alves）          | 左翼           | 20    | 2022     | 青年軍       | 不適用    |
| 前 鋒 |                      |                                    |                |       |          |              |           |
| 7     | 加纳                 | （Issahaku Fatawu）                | 右翼           | 21    | 2023     | 士砵亭       | 1,500萬鎊 |
| 10    | 英格兰               | 史蒂菲·馬維蒂蒂（Stephy Mavididi） | 左翼／中鋒     | 27    | 2023     | 蒙彼利埃     | 1,500萬鎊 |
| 14    | 牙买加               | （Bobby Reid）                     | 右翼           | 32    | 2024     | 富勒姆       | 自由轉會  |
| 18    | 加纳                 | （Jordan Ayew）                    | 右翼           | 33    | 2024     | 水晶宫       | 500萬鎊   |
| 20    | 赞比亚               | （Patson Daka）                    | 中鋒           | 26    | 2021     | 萨尔茨堡红牛 | 2,300萬鎊 |

1. ↑  另浮動條款500萬鎊
2. ↑  另浮動條款200萬鎊
3. ↑  租借一季(23/24)後買斷
4. ↑  另浮動條款300萬鎊

### 外借球員
| 號碼             | 國籍             | 球員             | 位置             | 年齡             | 加盟年份         | 外借球會         | 外借球季         |
| 2025年夏季轉會窗 | 2025年夏季轉會窗 | 2025年夏季轉會窗 | 2025年夏季轉會窗 | 2025年夏季轉會窗 | 2025年夏季轉會窗 | 2025年夏季轉會窗 | 2025年夏季轉會窗 |
| ---------------- | ---------------- | ---------------- | ---------------- | ---------------- | ---------------- | ---------------- | ---------------- |

### 離隊球員
1. 『*』為先租出一季或半季後售出。

| 號碼             | 國籍             | 球員                     | 位置             | 年齡             | 加盟年份         | 加盟球會         | 轉會費           |
| 2025年夏季轉會窗 | 2025年夏季轉會窗 | 2025年夏季轉會窗         | 2025年夏季轉會窗 | 2025年夏季轉會窗 | 2025年夏季轉會窗 | 2025年夏季轉會窗 | 2025年夏季轉會窗 |
| ---------------- | ---------------- | ------------------------ | ---------------- | ---------------- | ---------------- | ---------------- | ---------------- |
| 1                | 威尔士           | 丹尼·（Danny Ward）      | 門將             | 32               | 2018             | 雷克瑟姆         | 自由轉會         |
| 4                | 英格兰           | ·（Conor Coady）         | 中堅             | 32               | 2023             | 雷克瑟姆         | 200萬鎊          |
| 6                | 奈及利亞         | （Wilfred Ndidi）        | 防守中場         | 28               | 2017             | 比錫達斯         | 700萬鎊          |
| 9                | 英格兰           | 傑米·瓦迪（Jamie Vardy） | 中鋒             | 38               | 2012             | 自由球員         | 自由轉會         |
| 29               | 法國             | （Odsonne Edouard）      | 中鋒             | 27               | 2024             | 水晶宫           | 租借歸還         |
| 30               | 丹麦             | （Mads Hermansen）       | 門將             | 25               | 2023             | 西汉姆联         | 1,800萬鎊        |
| 31               | 丹麦             | （Daniel Iversen）       | 門將             | 28               | 2016             | 普雷斯顿         | 自由轉會         |
| 40               | 阿根廷           | （Facundo Buonanotte）   | 進攻中場         | 20               | 2024             | 布莱顿           | 租借歸還         |

## 職員名單
截至2018年10月29日 
| 董事會成員和總監 | 董事會成員和總監                                      |
| 職位             | 姓名                                                  |
| ---------------- | ----------------------------------------------------- |
| 主席             | 艾也屈·斯里瓦塔那布拉帕（Aiyawatt Srivaddhanaprabha） |
| 副主席           |                                                       |
| 行政總裁         | 蘇珊·韋倫（Susan Whelan）                             |
| 行政總監         | （Supornthip Choungrangsee）                          |
| 行政總監         | 馬爾康·史釗域-史密夫（Malcolm Stewart-Smith）         |
| 足球總監         | 莊·魯迪堅（Jon Rudkin）                               |
| 足球營運總監     | 安德魯·尼維利（Andrew Neville）                       |
| 財務總監         | 西蒙·卡柏（Simon Capper）                             |
| 營運總監         | 奇雲·巴克萊（Kevin Barclay）                          |

| 一隊教練團           | 一隊教練團               |
| 職位                 | 姓名                     |
| -------------------- | ------------------------ |
| 一隊主教練           | 范尼斯特鲁伊             |
| 助理教練             | 科洛·图雷                |
| 守門員教練和一隊教練 | Mike Stowell             |
| 首席球探             | 大衛·米斯（David Mills） |
| 青年軍訓練學院總監   | 莊·魯迪堅（Jon Rudkin）  |
| 首席球會醫生         | 戴夫·倫尼（Dave Rennie） |

## 歷任主教練列表
直至一次大戰後彼得·霍奇被聘請後，俱樂部之前是沒有官方主教練。雖然董事會和評選委員會掌握大部分球隊事務的控制權，但只是採用秘書/經理的名義用作主教練。 這是霍奇自己在俱樂部有過球員和工作人員的招聘，團隊的選擇和戰術完全控制主教練職務才讓俱樂部制定了這一項制度。雖然霍奇最初也被稱為俱樂部「秘書/經理」，但他確實是第一個被俱樂部命名為正式的「主教練」。
李斯特城歷經9名秘書/經理以及34名主教練(不包括看守領隊) 。尼格尔·皮尔逊和彼得·霍奇是兩名有分管俱樂部權力的主教練。戴夫·巴塞特在擔任看守領隊後轉為主教練。以下是李斯特城完整的歷任主教練名單 (只包括秘書/經理以及34名主教練，不包括看守領隊)。

### 歷任領隊
(備註: 1986–87賽季由戈頓·米爾恩和布賴恩·漢密爾頓分享主教練權力，米爾恩擔任"總教練"一職而漢密爾頓擔任"球隊主教練"一職)
| 時間      | 名字                          | 備註 |
| --------- | ----------------------------- | --- |
| 1919–1926 | 彼得·霍奇                     | 英格蘭足球乙級聯賽1924–1925冠軍                                                                                |
| 1926–1934 | 威廉·奧爾                     | 英格蘭足球甲級聯賽1928–29亞軍                                                                                  |
| 1932–1934 | 彼得·霍奇                     | |
| 1934–1936 | 阿瑟·洛克海德                 | |
| 1936–1939 | 弗蘭克·沃馬克                 | 英格蘭足球乙級聯賽1936–37冠軍                                                                                  |
| 1939–1945 | Tom Bromilow                  | |
| 1945–1946 | 湯姆·馬瑟                     | |
| 1946–1949 | 強尼‧鄧肯                     | 英格蘭足總盃1947亞軍                                                                                           |
| 1949–1955 | Norman Bullock                | 英格蘭足球乙級聯賽1953–54冠軍                                                                                  |
| 1955–1958 | 大衛·哈利迪                   | 英格蘭足球乙級聯賽1956–57冠軍                                                                                  |
| 1958–1968 | 馬特·吉利斯                   | 執教時間最長教練. 在俱樂部歷史上執教場數最多教練。英格蘭足總盃1961和1963亞軍。英格蘭聯賽盃1964冠軍以及1965亞軍 |
| 1968–1971 | 弗蘭克·奧法雷爾               | 英格蘭足總盃1969亞軍。英格蘭乙級聯賽1970–1971冠軍                                                              |
| 1971–1977 | 吉米·布盧姆菲爾德             | |
| 1977–1978 | 法蘭·麥連托                   | |
| 1978–1982 | 喬克·華萊士                   | 英格蘭足球乙級聯賽1979–80冠軍                                                                                  |
| 1982–1986 | 戈頓·米爾恩                   | 升上1982–83英格蘭甲級聯賽                                                                                      |
| 1986–1987 | 戈頓·米爾恩和 布賴恩·漢密爾頓 | |
| 1987      | 布賴恩·漢密爾頓               | |
| 1987–1991 | David Pleat                   | |
| 1991–1994 | 白賴仁·列特                   | 升上1993–94英超                                                                                                |
| 1994–1995 | 馬克·麥吉                     | |
| 1995–2000 | 馬田·奧尼爾                   | 升上1995–96英超。英格蘭聯賽盃1997年和2000年冠軍以及1999亞軍                                                    |
| 2000–2001 | 彼得·泰勒                     | |
| 2001–2002 | 戴夫·巴塞特                   | |
| 2002–2004 | 米奇·亞當斯                   | 英格蘭甲組聯賽2002–03亞軍                                                                                      |
| 2004–2006 | Craig Levein                  | |
| 2006–2007 | 羅布·凱利                     | |
| 2007      | 馬丁·艾倫                     | |
| 2007      | 加利·麥格森                   | |
| 2007–2008 | 伊恩·霍洛韦                   | |
| 2008–2010 | 尼格尔·皮尔逊                 | 英甲2008–09冠軍                                                                                                |
| 2010      | 保罗·索萨                     | |
| 2010–2011 | 斯文·約蘭·艾歷臣              | |
| 2011–2015 | 尼格尔·皮尔逊                 | 英冠2013–14冠軍                                                                                                |
| 2015–2017 | 克劳迪奥·拉涅利               | 英超2015–16冠軍                                                                                                |
| 2017      | 奇治·莎士比亞                 | |
| 2017–2019 | 克勞德·佩爾                   | |
| 2019–2023 | 布蘭登·羅傑斯                 | 英格蘭足總盃2020–21冠軍。英格蘭社區盾2021年冠軍                                                                |
| 2023–2024 | 恩佐·馬雷斯卡                 | 英冠2023–24冠軍                                                                                                |
| 2024      | 史特夫·庫珀                   | |
| 2024–     | 范尼斯特鲁伊                  | |

## 著名球星
- （Don Revie，1944–1949）
- 法蘭·麥連托（Frank McLintock，1957–1964）
- （Gordon Banks，1959–1967）
- （Peter Shilton，1966–1974）
- （Frank Worthington，1972–1977）
- （Gary Lineker，1978–1985）
- （Emile Heskey，1994–2000）
- （Gary McAllister，1996–2000、2002–2003）
- 马特·费耶特（Matty Fryatt，2006–2011）
- 占美·華迪（Jamie Vardy，2012–2025）
- 利亞德·馬列斯（Riyad Mahrez，2014–2018）
- 卡斯柏·舒米高（Kasper Peter Schmeichel，2011–2022）
- （Christian Fuchs，2015–2021）
- （Wes Morgan，2012–2021）